# Tırmanlar, Bergama
Tırmanlar là một xã thuộc huyện Bergama, tỉnh İzmir, Thổ Nhĩ Kỳ. Dân số thời điểm năm 2010 là 674 người.